# 不丹憲法
《不丹王国宪法》（宗喀語 : འབྲུག་གི་རྩ་ཁྲིམས་ཆེན་མོ་; 威利转写 : 'Druk-gi cha-thrims-chen-mo）是在受到不丹民主化的推動下由不丹王国政府于2008年7月18日颁布。不丹憲法受到佛教哲学、國際人權文書以及其他國家宪法（例如南非憲法）的影響。 